# Mosquero
Mosquero – wieś w Stanach Zjednoczonych, w stanie Nowy Meksyk, siedziba administracyjna hrabstwa Harding.